# تیتانوبوآ
تیتانوبوآ (نام علمی: Titanoboa) یک سرده منقرض‌شده و پیشاتاریخی از تیره اژدرماران است. تیتانوبوآ با حدود ۱۲٫۸ متر طول و حدود ۱٬۱۳۵ کیلوگرم وزن بزرگ‌ترین مار شناخته‌شده تاریخ جهان محسوب می‌شود. این جانور از اقوام مار بوآ در عصر حاضر است و در دور پالئوسن بین ۶۰ تا ۵۸ میلیون سال پیش در جنگل‌های حاره‌ای واقع در شمال‌شرق کلمبیا زندگی می‌کرده‌است. تیتانوبوآ در زیستگاه خود شکارچی رأس هرم غذایی محسوب می‌شد و شیوه زندگی آن شبیه به سایر گونه‌های اژدرماران بوده‌است. نخستین سنگواره‌های این مار در کارجن، یکی از بزرگ‌ترین معادن زغال‌سنگ جهان کشف شده‌است.